# Monika Kemperle
Monika Kemperle (* 10. November 1958 in Bleiberg-Nötsch, Gemeinde Bad Bleiberg) ist eine österreichische Politikerin (SPÖ) und Leitende Sekretärin im Österreichischen Gewerkschaftsbund (ÖGB). Sie ist seit 2007 Mitglied des österreichischen Bundesrates.

## Ausbildung und Beruf
Kemperle besuchte von 1965 bis 1969 die Volksschule in Bad Bleiberg und wechselte danach von 1969 bis 1973 an die Hauptschule in Bleiberg-Nötsch. Sie absolvierte im Anschluss zwischen 1973 und 1974 die Bundeshandelsakademie in Villach, brach jedoch danach ihre Schulausbildung ab und erlernte danach von 1973 bis 1974 den Beruf der Bürokauffrau, wobei sie gleichzeitig die Berufsschule besuchte. Sie war von 1977 bis 1978 als kaufmännische Angestellte in Villach tätig und arbeitete danach von 1978 bis 1980 im Gastgewerbe bzw. im kaufmännischen Bereich in Matrei in Osttirol. Sie war danach von 1980 bis 1986 als kaufmännische Angestellte und Näherin in Matrei in Osttirol tätig und absolvierte von 1986 bis 1987 die Sozialakademie der Arbeiterkammer für Wien in Hinterbrühl. 1987 trat sie eine Stelle als Büroassistentin in der Gewerkschaft Metall-Bergbau-Energie (GMBE) an, wobei sie dort von 1988 bis 1996 als Rechtsschutzsekretärin arbeitete. Danach war sie als Frauensekretärin in der Gewerkschaft Metall-Bergbau-Energie/Metall-Textil (GMBE/GMT) beschäftigt, bevor sie von 2003 bis 2007 als Sekretärin in der Branchenbetreuung in der Gewerkschaft Textil-Bekleidung-Leder arbeitete. Kemperle ist seit dem 2. Mai 2007 als leitende Sekretärin des ÖGB angestellt.

## Politik und Funktionen
Kemperle war von 1981 bis 1986 als Betriebsrätin in Matrei in Osttirol aktiv und wurde 2004 in den Vorstand der Internationalen Textil-, Bekleidungs- und Lederarbeiter-Vereinigung (ITBLAV) gewählt. Seit 2005 ist sie zudem Präsidiumsmitglied des Europäischen Gewerkschaftsverbandes Textil, Bekleidung und Leder (EGV-TBL). Sie wirkt zudem als Kammerrätin der Kammer für Arbeiter und Angestellte für Wien und ist Vorstandsmitglied der Pensionsversicherungsanstalt. Seit dem 30. März 2007 vertritt sie die SPÖ im Bundesrat, wobei sie seit Dezember 2010 Vorsitzende des Justizausschusses des Bundesrates ist. Sie ist zudem Schriftführerin im Ausschuss für Arbeit, Soziales und Konsumentenschutz, Mitglied im Ausschuss für Familie und Jugend und Mitglied im Wirtschaftsausschuss.